# يزدان أباد (غيفان)
يزدان أباد (بالفارسية: یزدان‌آباد) هي قرية تقع في إيران في قسم غیفان الريفي. يقدر عدد سكانها بـ 185 نسمة .